# Pseudacanthoneura sexguttata
Pseudacanthoneura sexguttata är en tvåvingeart som först beskrevs av de Meijere 1913.  Pseudacanthoneura sexguttata ingår i släktet Pseudacanthoneura och familjen borrflugor. Inga underarter finns listade i Catalogue of Life.